# Buena Vista (Zihuatanejo)
Buena Vista es una localidad del estado mexicano de Guerrero. Es parte del municipio de Zihuatanejo de Azueta.

## Demografía
| Gráfica de evolución demográfica |
|                                  |

| Censo | Población |
| ----- | --------- |
| 1980  | 464       |
| 1990  | 787       |
| 2000  | 939       |
| 2010  | 968       |
| 2020  | 1 016     |